# ایوان چیفوئنتس
ایوان چیفوئنتس (انگلیسی: Iván Cifuentes؛ زادهٔ ۱۰ ژانویهٔ ۱۹۹۶) بازیکن فوتبال اهل اسپانیا است.
از باشگاه‌هایی که در آن بازی کرده‌است می‌توان به باشگاه فوتبال آلباسته بالومپیه اشاره کرد.